# You're Invited to Mary-Kate and Ashley
You're invited to Mary-Kate and Ashley var en amerikansk TV-serie med huvudpersonerna Mary-Kate och Ashley Olsen. Serien började sändas 1995, och avslutades för några år sedan[när?].
Mary-Kate och Ashley Olsen var 9 år gamla när de började med TV-serien.

## Några avsnitt
- Hawaiian beach party
- Pool Party
- Mall Party
- School Dance Party
- Birthday Party
- Costume Party
- Ballet Party
- Camp out Party